# Sayaka Kanda
Sayaka Kanda (神田沙也加 Kanda Sayaka?,  Tokio, 1 de octubre de 1986-Sapporo, 18 de diciembre de 2021) fue una cantante de J-Pop y actriz japonesa, conocida por haber prestado su voz a Anna en la versión doblada al japonés en “Frozen”.
Durante sus primeros años de carrera artística sólo se la conoció por su nombre SAYAKA, pero luego lo cambio a su nombre real.

## Biografía
Siendo la hija de dos grandes personalidades del entretenimiento japonés, uno de los fenómenos culturales más grandes de Japón, Seiko Matsuda, y un reconocido actor, Masaki Kanda, hicieron que Kanda desde pequeña estuviera expuesta al ámbito artístico tanto del canto como de la actuación, que como consecuencia se convertirían en sus dos grandes pasiones.
En 1999, mientras estudiaba en la Escuela Los Ángeles de Japón, participó en la película Bean Cake, dentro de un papel pequeño sin mayor relevancia. Más tarde, en 2001, la película logró gran aclamación en el Festival de Cine de Cannes, por lo que le fue otorgado un premio.
Siempre estuvo ligada a la música, y desde los trece años comenzó a escribir canciones junto a su madre Seiko, que incluso llegaron a ser incluidas dentro de trabajos de la diva. A Kanda se le incluyó en los créditos de esas canciones bajo el seudónimo de Alice.
En 2002, a los 15 años, entró de lleno en el mundo de la música con su primer sencillo, "Ever Since", lanzado bajo el sello de Sony Music Entertainment Japan, donde su misma madre es una gran potencia. Un año más tarde Kanda debutaría como actriz profesional dentro de la película Dragon Head, y también comenzó a grabar una serie de drama adolescente en la cadena de televisión TBS.
Tras haber lanzado 4 sencillos y un álbum, el 21 de mayo de 2005 la abuela de Kanda realizó un enviado de prensa por medio de un fax diciendo que la carrera musical de Sayaka tomaría un receso por motivos estudiantiles; el comunicado decía simplemente que la graduación de Kanda estaba próxima y la cantante quería ver si podía estudiar alguna otra cosa, y que quizás en un futuro la joven volvería a la música.
Los tabloides en cambio no creyeron esto y comenzaron a especularse varias cosas, como que Kanda había empezado una relación con Masato Kitano, quien estaba comprometido con otra mujer, y que por esto en castigo Seiko Matsuda había hecho que la despidieran de Sony Music. Es cierto que hubo una pelea entre madre e hija, pero luego se comunicó que ambas se habían reconciliado, aunque los rumores no fueron nunca confirmados ni negados.
Finalmente, en septiembre de 2006, se anuncia que Kanda regresaba al mundo del entretenimiento, pero dejando de lado su nombre artístico Sayaka por el de Sayaka Kanda, su nombre real. A finales de ese mismo año se comenzó a emitir Fujin Kouron, donde compartía cartelera junto al actor Mao Daichi. A pesar de haber vuelto ya como actriz, con varios proyectos para el 2007, entre los que estaban series de televisión como Murasaki Shikibu Monogatari y Tatta Ichido no Yuki, el futuro para su estancada carrera de cantante aún se encontraba en duda.
En 2015, fue condecorada con el premio a la "Mejor Actriz Principal" en la novena edición de los Seiyū Awards por sus roles en Binbogami ga!.
En 2020, Kanda formó junto con Maon Kurosaki la agencia musical ALICes.

## Muerte
El 18 de diciembre de 2021, Kanda fue encontrada inconsciente en el jardín exterior del decimocuarto piso de un hotel en el barrio de Chūō, Sapporo.  Posteriormente fue declarada muerta en un hospital. 
La causa de la muerte fue determinada por un shock traumático por la Comisaría Central de Policía de Sapporo, que también dijo que se había caído de su habitación en los pisos superiores del hotel. 
Los restos de Kanda fueron incinerados y su familia guardó sus cenizas en casa.  Un informe de Shūkan Bunshun afirmó que se suicidó debido a problemas con las cuerdas vocales, así como problemas con su relación con Takahisa Maeyama.

## Discografía

### Sencillos
1. "Ever Since" (9 de mayo de 2002).
2. "Garden" (20 de agosto de 2003).
3. "Mizuiro" ("水色"?) (29 de septiembre de 2004).
4. "Jogen no Tsuki" ("上弦の月"?) (19 de enero de 2005).

### Álbumes
1. "Doll" (23 de febrero de 2005).

### DVD
- "Dolls" (24 de marzo de 2005).

## Filmografía

### Anime
2012
- Binbogami ga! como Nadeshiko Adenokouji.

2015
- Juuou Mujin no Fafnir como Miyako Shinomiya.
- Gamba to Nakama-tachi como Shioji.

2018
- Real Girl como Ezomichi.

2020
- Sword Art Online: Alicization - War of Underworld como Yuna.

2021
- IDOLY PRIDE como Mana Nagase.

### Televisión
- Yankee Bokou ni Kaeru (ヤンキー母校に帰る?) (2003, TBS).

### Cine
- Dragon Head (ドラゴンヘッド?) (2003, Toho Co. Ltd.).
- School Wars Hero (スクール・ウォーズ HERO?) (2004, Shochiku Co. Ltd.).
- Sword Art Online: Ordinal Scale como Yuna.

### Videojuegos
- Danganronpa V3: Killing Harmony (2017) como Kaede Akamatsu.
- Sword Art Online: Fatal Bullet (2017) como Yuna.

### Doblaje
- Frozen como Anna.
- Frozen Fever como Anna.
- Olaf's Frozen Adventure como Anna.
- Ralph Breaks the Internet como Anna.
- Frozen II como Anna.